# Richard Attenborough

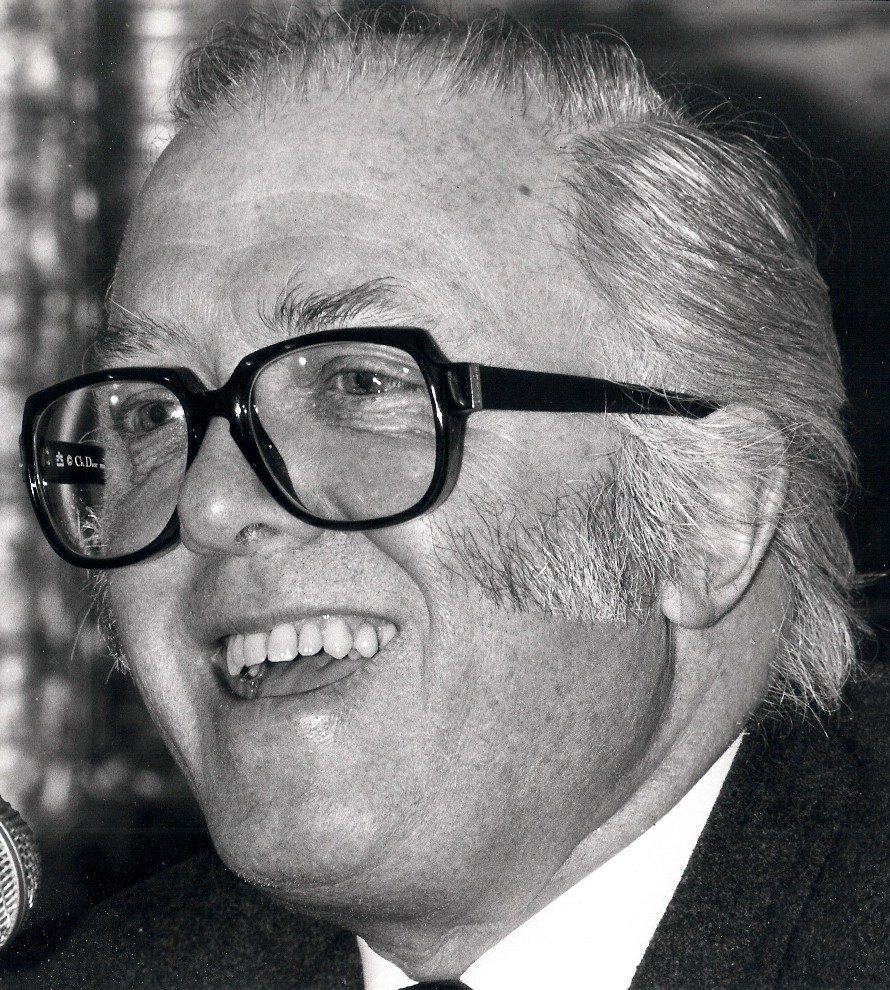
Richard Attenborough 1983.

Richard Samuel Attenborough, Baron Attenborough, född 29 augusti 1923 i Cambridge, Cambridgeshire, död 24 augusti 2014 i London, var en brittisk filmregissör, filmproducent och skådespelare.
Han tilldelades en Oscar för bästa regi för filmen Gandhi 1982. 
Attenborough spelade parkägaren John Hammond i de två första Jurassic Park-filmerna vilket gjorde honom åter känd för en ny generation. Den första, som kom kom 1993, var första gången Attenborough tog en filmroll sedan 1979. Karaktären John Hammond dör egentligen i romanen av Michael Crichton, men inte i filmen vilket gjorde att Attenborough kunde dyka upp igen i Jurassic Park: The Lost World 1997.
Han var bror till naturfilmaren och zoologen David Attenborough. 
Han var rektor vid Royal Academy of Dramatic Art (RADA) och var även kansler vid University of Sussex mellan 1998 och 2008. 
Han var en hängiven supporter till fotbollslaget Chelsea FC.

## Filmografi
| År   | Titel                                        | Krediterad som | Krediterad som | Krediterad som | Krediterad som                   |
| År   | Titel                                        | Producent      | Regissör       | Skådespelare   | Roll                             |
| ---- | -------------------------------------------- | -------------- | -------------- | -------------- | -------------------------------- |
| 1942 | Havet är vårt öde                            |                |                | Ja             | En ung eldare (okrediterad)      |
| 1943 | Schweik's New Adventures                     |                |                | Ja             | Järnvägsarbetare                 |
| 1944 | The Hundred Pound Window                     |                |                | Ja             | Tommy Draper                     |
| 1946 | Journey Together                             |                |                | Ja             | David Wilton                     |
| 1946 | Störst är kärleken                           |                |                | Ja             | En engelsk pilot                 |
| 1946 | School for Secrets                           |                |                | Ja             | Jack Arnold                      |
| 1947 | Kapten laglös                                |                |                | Ja             | Francis Andrews                  |
| 1947 | Dancing with Crime                           |                |                | Ja             | Ted Peters                       |
| 1948 | Lagt kort ligger                             |                |                | Ja             | Pinkie Brown                     |
| 1948 | Kanske ett brott                             |                |                | Ja             | Percy Boon                       |
| 1948 | The Guinea Pig                               |                |                | Ja             | Jack Read                        |
| 1949 | The Lost People                              |                |                | Ja             | Jan                              |
| 1949 | Ungdom på anstalt                            |                |                | Ja             | Jackie Knowles                   |
| 1950 | Ubåt saknas                                  |                |                | Ja             | Stoker Snipe                     |
| 1951 | Det mörka rummet                             |                |                | Ja             | Jack Carter                      |
| 1951 | Högt spel                                    |                |                | Ja             | Pierre Bonnet                    |
| 1952 | Father's Doing Fine                          |                |                | Ja             | Dougall                          |
| 1952 | Aprilmordet                                  |                |                | Ja             | Thomas "Tom" Leslie Manning      |
| 1952 | Raid i gryningen                             |                |                | Ja             | Dripper Daniels                  |
| 1955 | Skeppet som dog av skam                      |                |                | Ja             | George Hoskins                   |
| 1956 | Kompaniets svarta får                        |                |                | Ja             | Pvt. Percival Henry Cox          |
| 1956 | Flottans olycksfåglar                        |                |                | Ja             | Knocker White                    |
| 1957 | The Scamp                                    |                |                | Ja             | Stephen Leigh                    |
| 1957 | Bröder inför lagen                           |                |                | Ja             | Henry Marshall                   |
| 1958 | Dunkerque - helvetesstranden                 |                |                | Ja             | John Holden                      |
| 1958 | Gaspoletten                                  |                |                | Ja             | Peter Watson                     |
| 1958 | Ökensabotörerna                              |                |                | Ja             | Brody                            |
| 1959 | Gentlemannaligan                             |                |                | Ja             | Lexy                             |
| 1959 | Dina pengar är mina pengar                   |                |                | Ja             | Sidney De Vere Cox               |
| 1959 | Att rymma eller inte rymma                   |                |                | Ja             | Capt. "Bunter" Phillips          |
| 1959 | Fasans timmar                                |                |                | Ja             | Ernest Tiller                    |
| 1959 | Eddie - bland brudar och råskinn             |                |                | Ja             | Whitney Mullen                   |
| 1960 | Tyst vrede                                   | Ja             |                | Ja             | Tom Curtis                       |
| 1961 | Oskyldiga ögon                               | Ja             |                |                |                                  |
| 1962 | Bara två kan leka så                         |                |                | Ja             | Probert                          |
| 1962 | Rum för obemärkt                             | Ja             |                |                |                                  |
| 1962 | Måttet är rågat                              |                |                | Ja             | Herbert Fowle                    |
| 1963 | Den stora flykten                            |                |                | Ja             | Squadron Leader Roger Bartlett   |
| 1964 | Död mans hemlighet                           |                |                | Ja             | Alfred Price-Gorham              |
| 1964 | Skuggan av ett mord                          | Ja             |                | Ja             | Billy Savage                     |
| 1964 | Kanonerna vid Batasi                         |                |                | Ja             | Regimental Sgt. Major Lauderdale |
| 1965 | Flykten från öknen                           |                |                | Ja             | Lew Moran                        |
| 1966 | Kanonbåten San Pablo                         |                |                | Ja             | Frenchy Burgoyne                 |
| 1967 | Doktor Dolittle                              |                |                | Ja             | Albert Blossom                   |
| 1968 | Bara när jag skrattar                        |                |                | Ja             | Silas                            |
| 1968 | I festligaste laget                          |                |                | Ja             | Robert Blossom                   |
| 1969 | Låt pengarna rulla                           |                |                | Ja             | Oxford coach                     |
| 1969 | Oh, vilket makalöst krig                     | Ja             | Ja             |                |                                  |
| 1970 | Stålar                                       |                |                | Ja             | Inspector Truscott               |
| 1970 | Den sista handgranaten                       |                |                | Ja             | Gen. Charles Whiteley            |
| 1970 | A Severed Head                               |                |                | Ja             | Palmer Anderson                  |
| 1971 | Stryparen på Rillington Place                |                |                | Ja             | John Reginald Christie           |
| 1972 | Cup Glory                                    |                |                | Ja             | Berättaren                       |
| 1972 | Churchills äventyrliga ungdom                | Ja             | Ja             |                |                                  |
| 1974 | Tio små negerpojkar                          |                |                | Ja             | Judge Arthur Cannon              |
| 1975 | Operation Rosebud                            |                |                | Ja             | Edward Sloat                     |
| 1975 | Brannigan                                    |                |                | Ja             | Cmdr. Sir Charles Swann          |
| 1975 | Officerssvinet                               |                |                | Ja             | Maj. Lionel E. Roach             |
| 1977 | Shatranj ke khiladi                          |                |                | Ja             | Lt. General Outram               |
| 1977 | En bro för mycket                            |                | Ja             | Ja             | Lunatic wearing glasses          |
| 1978 | Magic                                        |                | Ja             |                |                                  |
| 1979 | Den mänskliga faktorn                        |                |                | Ja             | Col. John Daintry                |
| 1982 | Gandhi                                       | Ja             | Ja             |                |                                  |
| 1985 | A Chorus Line                                |                | Ja             |                |                                  |
| 1987 | Ett rop på frihet                            | Ja             | Ja             |                |                                  |
| 1992 | Chaplin                                      | Ja             | Ja             |                |                                  |
| 1993 | Jurassic Park                                |                |                | Ja             | John Hammond                     |
| 1993 | Shadowlands                                  | Ja             | Ja             |                |                                  |
| 1994 | Miraklet i New York                          |                |                | Ja             | Kris Kringle                     |
| 1996 | Hamlet                                       |                |                | Ja             | Engelsk ambassadör i Danmark     |
| 1996 | In Love and War                              | Ja             | Ja             |                |                                  |
| 1997 | The Lost World: Jurassic Park                |                |                | Ja             | John Hammond                     |
| 1998 | Elizabeth                                    |                |                | Ja             | William Cecil                    |
| 1999 | Grey Owl                                     | Ja             | Ja             |                |                                  |
| 1999 | Joseph and the Amazing Technicolor Dreamcoat |                |                | Ja             | Jacob                            |
| 2002 | Puckoon                                      |                |                | Ja             | Berättaren                       |
| 2007 | Closing the Ring                             | Ja             | Ja             |                |                                  |